# Les Feuilles mortes (film)
Pour les articles homonymes, voir  Feuille morte.
À ne pas confondre avec le film Feuilles mortes, un film québécois sorti en 2016.
Pour plus de détails, voir Fiche technique et Distribution.
Les Feuilles mortes (Kuolleet lehdet) est une comédie romantique finlandaise réalisée par Aki Kaurismäki, sortie en 2023. Il s'agit du vingtième film d'Aki Kaurismäki et est considéré par Aki Kaurismäki commé étant la suite de sa trilogie des travailleurs, qui comprend Ombres au paradis (1986), Ariel (1988) et La Fille aux allumettes (1990).

## Synopsis
Ansa est célibataire et vit à Helsinki. Elle travaille dans un supermarché sur la base d'un contrat zéro heure en remplissant les rayons et triant les articles dont les dates de consommation sont dépassées. Virée pour la récupération d'un sandwich périmé, elle devient plongeuse dans un pub, puis manutentionnaire dans une fonderie. Une nuit, dans un bar karaoké, elle croise Holappa, un travailleur tout aussi solitaire, et alcoolique. Malgré l'adversité et les malentendus, ils tentent de construire une relation. Par la suite, Holappa parvient à maîtriser son alcoolisme.
Ansa attend Holappa chez elle, sans savoir ce qui s'est passé. Un jour dans un parc, alors qu'elle promène le chien, Ansa rencontre Huotari qui révèle que Holappa est dans le coma. Huotari demande également le numéro de Liisa, même si elle sait qu'elle pense qu'il est trop vieux pour elle. Ansa lui donne le numéro et se rend à l'hôpital. Bien qu'elle ne connaisse pas le prénom d'Holappa, Ansa convainc le personnel de la laisser le voir. Chaque jour, pendant que Holappa est dans le coma, elle lui lit et lui parle. Huotari, quant à lui, entame une relation avec Liisa.
Un jour, Holappa se réveille et quitte l'hôpital avec Ansa et son chien. Au lieu de demander à Ansa son nom, Holappa demande comment s'appelle le chien. Elle répond « Chaplin ».

## Fiche technique
Sauf indication contraire, les informations mentionnées dans cette section peuvent être confirmées par la base de données cinématographiques IMDb,  présente dans la section « Liens externes ».
- Titre original : Kuolleet lehdet
- Titre français : Les Feuilles mortes
- Réalisation et scénario : Aki Kaurismäki
- Décors : Aino Kaurismäki
- Costumes : Tiina Kaukanen
- Photographie : Timo Salminen
- Montage : Samu Heikkilä
- Production : Aki Kaurismäki, Misha Jaari, Mark Lwoff, Reinhard Brundig
- Sociétés de production : Sputnik (fi), Oy Bufo Ab et Pandora Film
- Pays de production :  Finlande
- Langue originale : finnois
- Format : couleur
- Genre : comédie romantique
- Durée : 81 minutes
- Dates de sortie :
  - France : 23 mai 2023 (festival de Cannes)[3] ; 20 septembre 2023 (sortie nationale)
  - Finlande : 15 septembre 2023

## Distribution
- Alma Pöysti (VFB : Claire Tefnin) : Ansa
- Jussi Vatanen (VFB : Michelangelo Marchese) : Holappa
- Janne Hyytiäinen (sv) (VFB : Michel Hinderyckx) : Hannes Huotari, l'ami d'Holappa.
- Nuppu Koivu (VFB : Célia Torrens) : Liisa, l'amie d'Ansa.
- Matti Onnismaa : le responsable de l'atelier métallurgie.
- Martti Suosalo (VFB : Franck Dacquin) : Raunio, le patron du pub.
- Maustetytöt : le groupe féminin qui chante Syntynyt suruun ja puettu pettymyksin.
- Sakari Kuosmanen : l'homme qui prête sa veste à Holappa.
- Alina Tomnikov (sv) : Tonja, l'infirmière.
- Alma : Chaplin, le chien.

Source VF : carton du doublage français.

## Production
Le film Les Feuilles mortes est produit par Sputnik Oy (fi) et Bufo, et coproduit par la société allemande Pandora Film. La production a également reçu le soutien de la Fondation finlandaise du cinéma, Yle (la Société finlandaise de radiodiffusion), de ZDF / ARTE, d'ARTE GEIE, de Filmförderungsanstalt et de Film-und Medienstiftung NRW.
Le tournage commence en août 2022 à Kallio, un quartier d'Helsinki, avec Timo Salminen qui, comme quatre décennies auparavant, est à nouveau chef opérateur d'un film d'Aki Kaurismäki.
La production s'est faite « en une seule prise » et dans le style typique de Kaurismäki, selon Pöysti : « ne pas répéter et ne pas trop lire le script ».
La période du film n'est pas claire et il a été dit qu'il se déroulerait dans une réalité alternative. Le calendrier mural montré dans le film indique l'automne 2024, mais les nouvelles racontées à la radio se déroulent dans les premiers instants de l'invasion russe de l'Ukraine en 2022. Des postes de radio à tube cathodique, des téléphones fixes et des trains à l'ancienne sont utilisés, entre autres, dans l'univers du film. Sur un vieux juke-box figurent plusieurs pochettes de disque d'anciens succès dont notamment d'Olavi Virta et d'Irwin Goodman. Il contient également plusieurs références à des films, notamment The Dead Don't Die de Jim Jarmusch, Brief Encounter de David Lean et Limelight de Charlie Chaplin. Selon Alma Pöysti, l'héroïne principale, « le film parle de personnes seules avec un lourd passé, qui se rencontrent plus tard dans la vie. Il faut du courage pour tomber amoureux plus tard dans la vie. ». Il a été décrit comme une tragi-comédie.
Le film est distribué par B-Plan Distribution (fi).
Le chien du film, Chaplin, est le propre animal de compagnie du réalisateur, dénommé Alma.
Le film est dédié à la mémoire du musicien et chanteur finlandais Harri Marstio (fi).

## Accueil critique
En France, le site Allociné propose une moyenne de 4,1⁄5, fondée sur 28 critiques de presse.

## Le titre
Carlos Aguilar (en), dans le Los Angeles Times, relate qu'« Ansa et Holappa, dont l'essence aimante défie les circonstances, rejoignent les nombreuses personnes battues mais invaincues que Kaurismäki a imaginées au cours d'une carrière prolifique ». Ces deux personnages sont les « feuilles tombées » de l'arbre de la longue filmographie du réalisateur.

## Distinctions et récompenses
| Prix                                                 | Date             | Catégorie                                             | Récipiendaires                                            | Résultats  | Réf.          |
| ---------------------------------------------------- | ---------------- | ----------------------------------------------------- | --------------------------------------------------------- | ---------- | ------------- |
| Alliance of Women Film Journalists                   | 3 janvier 2024   | Meilleure actrice non anglophone                      | Les Feuilles mortes                                       | Nomination | [ 13 ]        |
| Astra Film Awards                                    | 6 janvier 2024   | Meilleur long métrage international                   | Les Feuilles mortes                                       | Nomination | [ 14 ]        |
| Astra Film Awards                                    | 6 janvier 2024   | Meilleure actrice internationale                      | Alma Pöysti                                               | Nomination | [ 14 ]        |
| British Independent Film Awards                      | 3 décembre 2023  | Meilleur film indépendant international               | Aki Kaurismäki, Misha Jaari, Mark Lwoff, Reinhard Brundig | Nomination | [ 15 ]        |
| Festival de Cannes                                   | 27 mai 2023      | Palme d'or                                            | Aki Kaurismäki                                            | Nomination | [ 16 ]        |
| Festival de Cannes                                   | 27 mai 2023      | Prix du jury                                          | Aki Kaurismäki                                            | Lauréat    | ,             |
| César du cinéma                                      | 23 février 2024  | Meilleur film étranger                                | Les Feuilles mortes                                       | Nomination | [ 19 ] [ 20 ] |
| Festival international du film de Chicago            | 22 octobre 2023  | Gold Hugo                                             | Les Feuilles mortes                                       | Nomination | [ 21 ]        |
| Festival international du film de Chicago            | 22 octobre 2023  | Silver Hugo for Best Director                         | Aki Kaurismäki                                            | Lauréat    | [ 22 ]        |
| Dallas–Fort Worth Film Critics Association           | 18 décembre 2023 | Meilleur film en langue étrangère                     | Les Feuilles mortes                                       | 5e Place   | [ 23 ]        |
| Dublin Film Critics Circle Awards                    | 19 décembre 2023 | Best Screenplay                                       | Aki Kaurismäki                                            | 4e place   | [ 24 ]        |
| Prix du cinéma européen                              | 9 décembre 2023  | Meilleur film                                         | Les Feuilles mortes                                       | Nomination | [ 25 ]        |
| Prix du cinéma européen                              | 9 décembre 2023  | Meilleur réalisateur                                  | Aki Kaurismäki                                            | Nomination | [ 25 ]        |
| Prix du cinéma européen                              | 9 décembre 2023  | Meilleur scénariste                                   | Aki Kaurismäki                                            | Nomination | [ 25 ]        |
| Prix du cinéma européen                              | 9 décembre 2023  | Meilleur acteur                                       | Jussi Vatanen                                             | Nomination | [ 25 ]        |
| Prix du cinéma européen                              | 9 décembre 2023  | Meilleure actrice                                     | Alma Pöysti                                               | Nomination | [ 25 ]        |
| Prix du cinéma européen                              | Mars 2024        | Lux European Audience Film Award                      | Les Feuilles mortes                                       | Nomination | [ 26 ]        |
| FIPRESCI                                             | 2023             | Grand prix                                            | Les Feuilles mortes                                       | Lauréat    | [ 27 ]        |
| Golden Globe                                         | 7 janvier 2024   | Meilleur film en langue étrangère                     | Misha Jaari, Aki Kaurismäki et Mark Lwoff                 | Nomination | [ 28 ]        |
| Golden Globe                                         | 7 janvier 2024   | Meilleure actrice dans un film musical ou une comédie | Alma Pöysti                                               | Nomination | [ 28 ]        |
| IndieWire Critics Poll                               | 11 décembre 2023 | Best International Film                               | Les Feuilles mortes                                       | 5e Place   | [ 29 ]        |
| International Cinephile Society                      | 11 février 2024  | Best Picture                                          | Les Feuilles mortes                                       | Nomination | [ 30 ]        |
| International Cinephile Society                      | 11 février 2024  | Best Actress                                          | Alma Pöysti                                               | Nomination | [ 30 ]        |
| Festival international du film de Miskolc            | 9 septembre 2023 | Adolph Zukor Prize                                    | Les Feuilles mortes                                       | Lauréat    | [ 31 ]        |
| National Board of Review                             | 6 décembre 2023  | Top Five International Films                          | Les Feuilles mortes                                       | Lauréat    | [ 32 ]        |
| National Society of Film Critics                     | 6 janvier 2024   | Meilleur film en langue étrangère                     | Les Feuilles mortes                                       | Lauréat    | [ 33 ]        |
| San Diego Film Critics Society                       | 19 décembre 2023 | Meilleur film en langue étrangère                     | Les Feuilles mortes                                       | Nomination | [ 34 ]        |
| San Francisco Bay Area Film Critics Circle           | 9 janvier 2024   | Best International Feature Film                       | Les Feuilles mortes                                       | Nomination | [ 35 ]        |
| Satellite Awards                                     | 18 février 2024  | Meilleure actrice                                     | Alma Pöysti                                               | Nomination | [ 36 ]        |
| Satellite Awards                                     | 18 février 2024  | Meilleur film en langue étrangère – International     | Les Feuilles mortes                                       | Nomination | [ 36 ]        |
| St. Louis Film Critics Association                   | 17 décembre 2023 | Best International Film                               | Les Feuilles mortes                                       | Nomination | [ 37 ]        |
| Festival du film de Sydney                           | 18 juin 2023     | Best Film                                             | Les Feuilles mortes                                       | Nomination | [ 38 ]        |
| Toronto Film Critics Association                     | 17 décembre 2023 | Best International Feature                            | Les Feuilles mortes                                       | Lauréat    | [ 39 ]        |
| Washington D.C. Area Film Critics Association Awards | 10 décembre 2023 | Meilleur film en langue étrangère                     | Les Feuilles mortes                                       | Nomination | [ 40 ]        |